# Тороп Сергій Анатолійович
Сергій Анатолійович Тороп (відомий як Віссаріон; нар. 14 січня 1961, Пашківський, Краснодарський край, РРФСР, СРСР,) — російський релігійний діяч, засновник секти під назвою «Церква останнього заповіту». Вважає себе Месією.
У вересні 2020 року Віссаріона і двоє його близьких учнів було заарештовано та вивезені з дому гелікоптерами під час операції, проведеної Слідчим комітетом Росії. Російська влада звинуватила їх у «створенні релігійної групи, діяльність якої може призвести до насильства над громадянами». Сьогодні, після більш ніж року, Віссаріон і ще двоє все ще перебувають у в'язниці міста Новосибірська, незважаючи на те, що немає жодних доказів, які могли б хоч якось підтвердити обвинувачення, і без належного кримінального обвинувачення.
24 жовтня 2022 року суд у Красноярську ліквідував Церкву останнього завіту . 
Російський слідчий комітет заявив, що його звинувачують в оргганізації незаконного релігійного об'єднання. Російські ЗМІ повідомляють, що громада була залучена в суперечку з інтересами місцевих бізнесменів .

## Біографія
Ранні роки:
Народився 14 січня 1961 року у робочому селищі Пашковському (нині мікрорайон Краснодара) у ній робітників (будівельників). Батьки дотримувалися атеїстичних поглядів, але коли Сергію виповнилося два роки, сім'я розпалася, і до шести років його виховувала бабуся, яка мала старообрядницьке коріння і справила на нього релігійний вплив. Мати з сином поїхала до своєї сестри до Шушенського, а батько залишився у Краснодарі.
До 1975 мати Сергія вже співмешкала з іншим чоловіком, від якого в них народилася дочка, після чого, змінивши кілька місць проживання, нова родина Сергія переїхала до Мінусинська (Красноярський край). У Мінусінську закінчив середню школу № 7 і 5 травня 1979 був призваний на термінову службу в армію. Служив у Монголії у будбаті (військова частина № 33655), демобілізувавшись 21 квітня 1981 з військовим званням сержанта. Потім пробував себе різних професіях: з 20 грудня 1982 року по 3 лютого 1984 року був слюсарем на мінусинському заводі «Электрокомплекс»; надалі працював електриком, викладачем фізичної культури, художником, сержантом поліцейського взводу патрульно-постової служби.
За словами прихильників навчання, 1990 року у Торопа відбулося «духовне пробудження». До цього Тороп з 6 серпня 1984 року по 10 серпня 1989 року працював у ДАІ (куди потрапив у напрямку заводу) міста Мінусинська. Після звільнення з ДАІ Сергій Тороп відвідував уфологічний клуб «Гіпотеза» в Мінусинську, організований так званою Саянською філією так званого Сибірського науково-дослідного центру з вивчення аномальних явищ, де спільно вони виїжджали до Москви в так званий інститут імені Гальперіна.
Діяльність після «пробудження»
У травні 1990 року в Мінусинську Тороп оголосив, що він отримав послання позаземного розуму про те, що є новим месією, «сином Божим», «провідником Святого Духа», і назвався Віссаріоном, що, на думку інопланетян (що не співпадає із давньогрецькою етимологією), означає «що дає життя». Провів першу відкриту проповідь в телестудії «Резонанс» для міст Мінусунськ та Абакан. У той час в Україні виникла секта «Біле братство» на чолі з Марією Цвиргун, яка мала схожу ідеологію, в результаті закриття секти «Біле братство» її адепти, що залишились злилися з послідовниками Віссаріона.
До 1994 року Віссаріон також поширював інформацю, що у минулому житті жив у Юдеї у 6 ст. до не.е. під імям пророка Ієфлея.
За рахунок грошей, зібраних своїми послідовниками, обїхав з проповідями багато міст Росії та республік колишнього СРСР, побував у європейських країнах. Створив своє вчення — так званий «Останній Завіт». Вважається, що воно написано групою людей, переважно з уфологічного клубу «Гіпотеза» Мінусинська Красноярського краю з включенням думок самого Віссаріона.
У секті Віссаріона введені свої літописи та календар, згідно з якими Нова епоха Розквіту почалась з моменту народження Віссаріона, тобто з 14 січня 1961 року. Святкується три свята — 14 квітня офіційно День Землі (неофіційно — день зачаття Віссаріона), 18 серпня — день падіння Царства Сили і добрих плодів (неофіційно день путчу), і 14 січня — Різдво Віссаріона.
1992 року колишній барабанщик ансамблю «Ласковий май» Вадим Редькін послідував за Віссаріоном та почав вести «літопис нової Досконалості». Потім починають видаватися брошури з заповідями «Єдиної Віри», а потім книги «Священного Писання» — «Останній Завіт».
Світогляд
Вчення Віссаріона уявляє собою синтез авраамічних релегій, індуїзму, буддизму, вчень Даниїла Андріїва («Роза миру»), Олени Блавстської (Таємна доктрина), Миколи та Олени Реріхів (Агні-йога), атеїстичного вчення Карла Маркса та ін. Воно поєднує антітрінітаризм, реінкарнацію та апокаліптику.
З самого початку своєї діяльності Віссаріон лякав людей кінцем світу, називав при цьому конкретні дати. Так, згідно з його вченням, кінець світу мав настсти 2007 року. Віссаріон пророкував, що на Землі до 2007 року не має залишитись жодного невіруючого, що в кінці ХХ ст. прилетить комета Нібіру, планету покриє пісок, а в штаті Невада (США) весною 2001 р. мав статися самовибух ядерних бойоголовок і т. д. Але жодне з пороцтв не збулось. Віссаріон також вважає, що технічний прогрес веде до «самознищення людства», а християська церква в Росії втратить всяку значемість. В цілому, Віссаріон ставится до церкви як до образу Антихриста, котра вступила на шлях остаточної дискредетації. За різними оцінками Віссаріон має близько 10 тисяч послідовників.
Кримінальне переслідування
22 вересня 2020 року СКР та ФСБ РФ провели спецоперацію у Курганському районі Красноярського краю. Був затриманий керівник релігійної секти «Церква останнього завіту» Віссаріон. З ним були затримані інші керівники спільноти — Вадим Редькін та Володимир Ведерников. Їх затримаи за звинуваченням у незаконній діяльності релігійної організації і за підозпрами у психологічному насиллі над людьми. Підставою для затримання послугувала двухрічна оперативна розробка спільноти, коли в одному з сіл віссаріонівців було виявлене тіло дитини, батькам якого Віссаріон заборонив звертатись за медичною допомогою до «мирських» лікарів, а також передсмертна записка одного з послідовників Віссаріона, який продав все своє майно, прагнучи кращого життя, хотів вступити у спільноту, але не був прийнятий, і через це покінчив життя самогубством.

## Особисте життя
Віссаріон двічі одружений. Перша дружина — Любов Тороп, друга — Софія Тороп. Має 6 дітей.